# Ariel Dorfman
Vladimiro Ariel Dorfman Zelicovich (Buenos Aires; 6 de mayo de 1942), más conocido como Ariel Dorfman, es un escritor y activista de los derechos humanos argentino-chileno-estadounidense.
Ha enseñado literatura iberoamericana en las universidades de Chile, en la de Ámsterdam, en La Sorbona (París IV), en la de California, Berkeley y en la de Maryland. Desde 1985, es profesor de Estudios latinoamericanos en la Universidad de Duke e investigador en otras casas de estudio de Estados Unidos.

## Biografía
Nacido en Buenos Aires, Argentina, de origen judío, hijo de Adolfo Dorfman y de Fanny Zelicovich, pasó parte de su infancia en los Estados Unidos, estableciéndose en Chile en 1954.
En 1965 obtuvo una Licenciatura en Literatura comparada en la Universidad de Chile, y al año siguiente se casó con Angélica Malinarich, a quien conocía desde los años 1950, adoptando en 1967 la ciudadanía de este país.
En 1971, junto a Armand Mattelart, escribió Para leer al Pato Donald, donde ambos describen los componentes ideológicos de los dibujos animados de Walt Disney, valiéndose del marxismo y el psicoanálisis. La obra marcó el inicio de una serie de investigaciones sobre el impacto ideológico de las revistas para niños, incluyendo el elefante Babar y El llanero solitario, así como otras manifestaciones de la cultura de masas.
Colaboró con el gobierno de Salvador Allende como asesor cultural durante los tres años de su gobierno, y después del golpe de Estado de Augusto Pinochet se exilió en Francia y posteriormente en los Estados Unidos.
Aunque la dictadura le autorizó el retorno en 1983, en uno de sus viajes a Chile realizado en 1987 fue deportado. Regresó con su familia al país en 1990, pero unos meses después lo abandonó «para siempre». No obstante, mantiene con su esposa una casa en Santiago.
Sobre ese intento de regresar a Chile para quedarse reflexiona: «La paradoja era que durante casi 17 años me pasé todo el tiempo soñando con volver, y cuando finalmente lo hice, por propia voluntad decidimos expatriarnos [...] Salí de Chile en 1973 de una manera, y volví en 1990 de otra. ¿Qué pasó con ese joven colérico, súper politizado, con una concepción determinada del arte, que no quería escribir en inglés ni vivir en Estados Unidos? Termina con otra concepción política, un pacifismo muy fuerte, y una vocación de paz mucho más que de guerra».
Ha escrito cuentos, novelas, poesía y teatro. Como dramaturgo, su obra más famosa es La muerte y la doncella (1990), la obra chilena más representada en el mundo, que trata del encuentro de una víctima de la tortura con el hombre que cree la ha torturado. Dorfman identificó como tema central de ella «la cruda y dolorosa transición chilena a la democracia».
La pieza —que, entre otros galardones, recibió el premio Laurence Olivier en la temporada londinense 1991— fue llevada al cine con el mismo nombre por Roman Polanski en 1994 en una cinta protagonizada por Sigourney Weaver, Ben Kingsley y Stuart Wilson. En 2011 Viggo Mortensen regresó al teatro con la obra Purgatorio, de Dorfman.
Autor de varias novelas, la primera, Moros en la costa (1973), obtuvo el Premio Sudamericana. Después vino Viudas (1981), que sirvió de base para la ópera homónima de 1990 de Juan Orrego-Salas. A estas les siguieron La última aventura del Llanero solitario (1982), Máscaras (1988), Konfidentz (1995), La nana y el iceberg (1999), probablemente la más conocida, Terapia (1999), y Americanos (2009). Además, con su hijo menor, Joaquín, escribió en inglés Burning City (Ciudad ardiente).
Sin embargo, su mayor actividad ha sido como ensayista. Se ha destacado en su análisis tanto de la cultura popular, en particular por su visión crítica de la ideología subyacente en algunas historietas, como de la mentalidad artística latinoamericana.
Sus obras han sido traducidas a diversos idiomas y él mismo ha escrito algunas en inglés.

## Obras
| - El absurdo entre cuatro paredes. El teatro de Harold Pinter, Editorial Universitaria, Santiago, 1968 - Imaginación y violencia en América, Universitaria, Santiago, 1970. Contiene: - La violencia en la novela hispanoamericana actual; Borges y la violencia americana; «Hombres de maíz»: el mito como tiempo y palabra; El sentido de la historia en la obra de Alejo Carpentier; La muerte como acto imaginativo en «Cien años de soledad»; En torno a «Pedro Páramo», de Juan Rulfo; José María Arguedas y Mario Vargas Llosa: Dos visiones de una sola América. - Para leer al pato Donald, con Armand Mattelart, Ediciones Universitarias de Valparaíso, 1971 (numerosas ediciones posteriores) - Moros en la costa, novela. Buenos Aires: Sudamericana, 1973 - Superman y sus amigos del alma, con Manuel Jofré, Buenos Aires: Galerna, 1974 - Ensayos quemados en Chile: inocencia y neocolonialismo, Buenos Aires: Ediciones de la Flor, 1974 - Sobre las artes del espectáculo y fiestas en América Latina. La Habana: UNESCO, 1976. - Culture as democratic resistance in Chile today. Ginebra, Suiza: IDAC, 1977. - Cría ojos, cuentos. México, D.F.: Editorial Nueva Imagen, 1979. Dividido en tres secciones, contiene 14 relatos: - I. Párpados: En familia; Lector; A la escondida; Siempre supe. II. Cuervos: Putamadre; Consultorio sentimental; Asesoría; Comarca registrada. III Ojos: Cuestión de tiempo; Y qué oficio le pondremos; Titán; Travesía; Provincias; La batalla de los colores - La última aventura del Llanero solitario. Editorial Universitaria Centroamericana, Costa Rica, 1979 - Desaparecer=Aus den Augen verlieren, con el artista Guillermo Núñez; Bornheim-Merten: Lamuv, 1979. - Pruebas al canto. México, D.F.: Editorial Nueva Imagen, 1980. - Reader's nuestro que estás en la tierra: ensayos sobre el imperialismo cultural. México, D.F.: Editorial Nueva Imagen, 1980. Contiene: - Salvación y sabiduría del hombre común: la teología del Reader's digest; Inocencia y neocolonialismo: un caso de dominio ideológico en la literatura infantil; La última aventura del Llanero Solitario en seis emocionantes capítulos; Los inocentes contra Allende: niveles de dominación en los medios masivos de América Latina. | - Viudas, novela. México: Siglo XXI Editores, 1981 - La última canción de Manuel Sendero, novela. México, D.F.: Siglo XXI, 1982 - The Empire's Old Clothes: What the Lone Ranger, Babar, and Other Innocent Heroes Do to Our Minds. Nueva York: Pantheon Books, 1983. - Hacia la liberación del lector latinoamericano. Hanover (NH): Ediciones del Norte, 1984. - Culture et résistance au Chili. Grand-Saconnex: Institut d’action Culturelle, 1985. - Patos, elefantes y héroes: la infancia como subdesarrollo. Buenos Aires: Ediciones de la Flor, 1985. - Dorando la píldora, cuentos. Santiago: Ediciones del Ornitorrinco, 1985. Contiene 11 textos: - Lector, Consultorio sentimental, Asesoría, Nothing nada, Comarca registrada, Travesía, Feliz aniversario, Titán, Y qué oficio le pondremos, Dorando la píldora, y Despidiendo a John Wayne - Cuentos para militares ("La batalla de los colores" y otros cuentos). Santiago: Emisión, 1986. - De elefantes, literatura y miedo: ensayos sobre la comunicación americana. La Habana: Casa de las Américas, 1986. - Pastel de choclo, poesía, Santiago: Sinfronteras, 1986. - La rebelión de los conejos mágicos. Buenos Aires: Ediciones de la Flor, 1986. - Sin ir más lejos: ensayos y crónicas irreverentes. Santiago: Pehuén CENECA, 1986. - Los sueños nucleares de Reagan. Buenos Aires: Legasa, 1986. - Travesía, cuentos. Montevideo: Ediciones de la Banda Oriental, 1986. - Máscaras. Buenos Aires: Sudamericana, 1988. - My house is on fire (trad. George Shivers y el autor). Nueva York: Viking, 1990. - Cuentos casi completos. Buenos Aires: Letra Buena, 1991. - Some write to the future: Essays on Contemporary Latin American Fiction, tr. George Shivers y el autor; Durham: Duke University Press, 1991. - Violence and the Liberation of the American Reader. Durham: Duke University Press, 1991. - Teatro. Buenos Aires: Ediciones de la Flor, 1992. | - La muerte y la doncella, pieza escrita en 1990, estrenada en 1991 y publicada en 1.ª edición por Ediciones de la Flor, Buenos Aires, 1992. - Konfidenz, novela. Buenos Aires: Planeta, 1994. - Rumbo al Sur, deseando el Norte. Buenos Aires: Planeta, 1998. - La nana y el iceberg, novela. Madrid: Seix Barral, 1999. - Terapia, novela escrita originalmente en inglés (Blake’s Therapy) y después traducida al castellano, Río de Janeiro: Objetiva, 1999 - Más allá del miedo: El largo adiós a Pinochet, Siglo XXI, Madrid, 2002 - In Case of Fire in a Foreign Land (poesía). Durham: Duke University Press, 2002. - Burning City, novela, con Joaquín Dorfman. Londres (RU): Doubleday, 2003. - Manifesto for Another World: Voices from Beyond the Dark. Seven Stories Press, 2004. - Memorias del desierto, Del Nuevo Extremo, Buenos Aires, 2005 - Otros septiembres. Provocaciones desde un Norte perplejo, Seix Barral, Buenos Aires, 2007 - Sam CC: His Greatest Deeds and Accomplishments, 1990-2007. Random House, 2007 - Americanos. Los pasos de Murieta, novela, Seix Barral, Buenos Aires, 2009 - Purgatorio, teatro, estrenada el 14.11.2011 en las Naves del Matadero del Teatro Español de Madrid - Entre sueños y traidores, memorias, Seix Barral, Buenos Aires, 2012 - Naciketa, ópera, a estrenar en India en 2013 - Dancing Shadows, libreto, musical ecológico a estrenar en Londres en 2013 |